# Alliance de la Roumanie droite
L’Alliance de la Roumanie droite (en roumain : Alianța România Dreaptă) est une coalition politique roumaine de centre droit fondée en 2012.

## Historique

### Préludes et création
Au mois de juillet 2012, l'ancien Premier ministre indépendant Mihai Răzvan Ungureanu, fondateur de l'Initiative citoyenne de centre-droit (ICCD), affirme la nécessité d'une alliance entre les partis de centre droit en vue des élections législatives du 9 décembre suivant. Répondent à son appel le Parti démocrate-libéral (PDL), le Parti national paysan chrétien-démocrate (PNȚCD), le Parti Nouvelle République (PNR) et la Fondation chrétienne-démocrate (FCD).
Le manifeste politique est officiellement lancé le 30 août. Le 5 septembre, le nom d'Alliance de la Roumanie droite est révélé. Deux jours plus tard, Mihai Răzvan Ungureanu est élu président de Force citoyenne (FC), petit parti fondé en 2004 et qui signe aussitôt le manifeste. La FCD n'est finalement pas admise au sein de l'alliance, tandis que le PNR rencontre des difficultés administratives à son inscription comme parti politique.
Le protocole d'accord entre le PDL, le PNȚCD et la FC est officiellement signé le 15 septembre. La coalition est alors enregistrée au Bureau électoral central.

### L'échec de 2012
Destinée à contrebalancer l'Union sociale-libérale (USL), qui rassemblent deux partis sociaux-démocrates, un parti libéral et un parti conservateur, l'Alliance de la Roumanie droite subit une déroute aux élections législatives du 9 décembre. Elle ne remporte que 16,52 % des voix et 56 sièges sur 412 à la Chambre des députés, et 16,72 % des suffrages au Sénat, soit 22 élus sur 176. La coalition a été sanctionnée pour avoir instauré une violente politique d’austérité (hausse de la TVA et baisse de 25 % des salaires dans la fonction publique).
L'ARD étant conçue comme une alliance électorale et non politique, elle est dissoute au lendemain du scrutin. La coalition ne présente pas de candidat commun à l'élection présidentielle des 2 et 16 novembre 2014.